# 劉世民 (清朝)
劉世明，是中國清朝官員，於1728年擔任福建巡撫，主要從事福建之軍政事務，品等約為二品。
| 前任： 朱綱 | 福建巡撫 1728年上任 | 繼任： 趙國麟 |